# Henry Rangel Silva
Pour les articles homonymes, voir Rangel et Silva.
Henry Rangel Silva est un militaire et homme politique vénézuélien, né à Santiago le 28 août 1961. Il participe au coup d'État raté de 1992. Il dirige ensuite les services de renseignement gouvernementaux (DISIP), puis la société de téléphonie CANTV. En 2010, il est ensuite nommé commandant stratégique des opérations des forces armées du Venezuela, puis, en 2012, ministre de la Défense. Il a été gouverneur de l'État de Trujillo de 2012 à 2021.

## Biographie

### Formation
Henry Rangel Silva est originaire de la paroisse de Santiago de la municipalité d'Urdaneta dans l'État de Trujillo, au nord-ouest du Venezuela.
En 1982, à l'âge de 21 ans, il est gradé de l'Académie militaire du Venezuela dont il sort 26e de sa promotion portant le nom du colonel Nicolás Antonio Briceño.

### Coup d'État et ascension politique

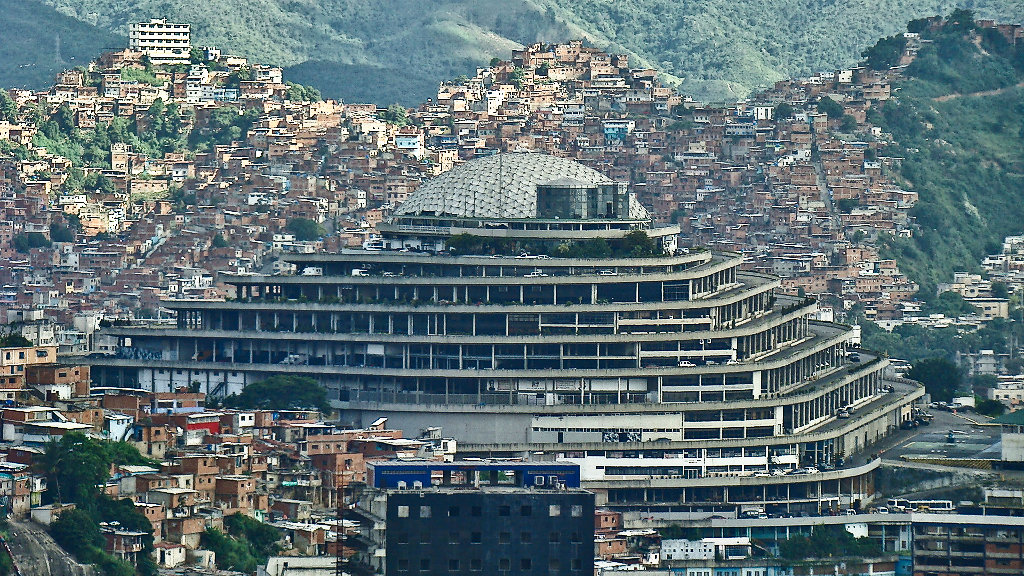
El Helicoide à Caracas, siège de la DISIP, service de renseignement du gouvernement, dont Henry Rangel Silva est le directeur de 2005 à 2008.

Comme capitaine, Rangel Silva participe au coup d'État de 1992 conduit par Hugo Chávez qui dirige le bataillon dans lequel il est. Chávez, nouvellement élu président du Venezuela en 1999, le promeut général de brigade chargé du conseil national de l'habitat puis le nomme directeur du service de renseignement du gouvernement Dirección de los Servicios de Inteligencia y Prevención (DISIP) en remplacement de Miguel Rodríguez Torres, service soupçonné d'avoir aidé la fuite du narcotraficant colombien José Maria Ibague des prisons du siège de l'agence, El Helicoide à Caracas.
Le 5 juillet 2008, il est promu général de division, comme 390 autres officiers. Le 15 juillet 2008, Rangel Silva est nommé directeur de la Compañía Anónima Nacional Teléfonos de Venezuela, une des plus importantes entreprises de téléphonie du pays, en remplacement de Jacqueline Faría, nommé chef du gouvernement du District capitale de Caracas par Chávez. Comme directeur de la DISIP, il est remplacé par son prédécesseur à ce poste Miguel Rodríguez Torres. 
Le 8 juillet 2010, il est nommé commandant stratégique des opérations des forces armées nationales. 
Le 6 janvier 2012, il est nommé ministère vénézuélien de la Défense, poste qu'il conserver jusqu'aux élections régionales vénézuéliennes de 2012 où il élu gouverneur de l'État de Trujillo avec 82.30 % des voix.

## Affaires

### Scandale de la valise
Selon l'avocat Moisés Maionica, Ranger Silva serait impliqué dans une affaire de dissimulation d'argent, nommé le « scandale de la valise ». Comme directeur de la DISIP, il aurait envoyé un officier à Miami pour rencontrer Guido Antonini Wilson, connu comme l'« homme à la valise », découvert en Argentine avec une valise contenant 800 000 dollars, afin d'établir une stratégie pour un cacher l'origine. Ce scandale politique entre l'Argentine et le Venezuela est basé sur des soupçons de financement de la campagne présidentielle de Cristina Fernández de Kirchner par Hugo Chávez.

### Sanctions américaines et collusion avec les FARC
Le 12 septembre 2008, le département du Trésor des États-Unis décide de geler les avoirs et les biens de Rangel aux États-Unis, sur la base de preuves de son appui matériel aux Forces armées révolutionnaires de Colombie (FARC) de Colombie et leur narcotrafic. L'ex-ministre de l'Intérieur Ramón Rodríguez Chacín et le directeur des renseignements militaires Hugo Carvajal seraient également impliqués et subissent des sanctions similaires. 
Le président Hugo Chávez défend directement Rangel Silva et Carvajal en précisant que ces accusations sont une manœuvre américaine pour déstabiliser l'appareil militaire vénézuélien en divisant et démoralisant ses membres, et fait le parallèle de cette action avec l'invasion de Panama et le renversement du dictateur Manuel Noriega.
En août 2009, le quotidien américain The New York Times publie un article sur une prétendue lettre trouvée sur un guérillero des FARC Iván Márquez. Ce pli mentionne directement des documents que le général Rangel Silva aurait fournis aux FARC pour faciliter leur déplacement sur le territoire vénézuélien. Il mentionne également le ministre de l'Intérieur Ramón Rodríguez Chacín et l'achat d'armes auprès de fonctionnaires vénézuéliens.